# 대역전재판 -나루호도 류노스케의 모험-
《대역전재판 -나루호도 류노스케의 모험-》(大逆転裁判 -成歩堂龍ノ介の冒險- 다이갸쿠텐사이반 -나루호도류노스케노보켄-[*])은 캡콤에서 제작하고 발매한 추리 어드벤처 게임이다. 2015년 닌텐도 3DS 대응으로 발매하였다.
《역전재판 시리즈》의 스핀오프 중 하나로, 나루호도 류이치의 조상 나루호도 류노스케를 주인공으로 하고 있다. 100년 전의 법의 여명기 19세기 말 (메이지 시대)의 법정을 그린다. 대영 제국의 런던이 주요 무대이며, 아서 코난 도일의 소설 《셜록 홈즈 시리즈》의 등장 인물이, 본작의 세계에서 실재 인물로 여러번 등장한다. 런던에서는 법정에서 배심원제를 이용하여 유죄 또는 무죄를 결정하는 배심원제도 있으며, 그 밖에도 여러 증인을 심문하거나 따지는 등 일부 《레이튼 교수 VS 역전재판》의 시스템을 계승하고있다.

## 에피소드 목록
- 제1화 - 위대한 여행길에 오르는 모험
- 제2화 - 벗과 얼룩진 끈의 모험
- 제3화 - 질주하는 밀실의 모험
- 제4화 - 혼란스러운 마음의 모험
- 제5화 - 말해줄 수 없는 이야기의 모험